# Chatham (Illinois)
Chatham és una població dels Estats Units a l'estat d'Illinois. Segons el cens del 2000 tenia 8.583 habitants.

## Demografia
Segons el cens del 2000, Chatham tenia 8.583 habitants, 3.083 habitatges, i 2.472 famílies. La densitat de població era de 666,8 habitants/km².
Dels 3.083 habitatges en un 47,4% hi vivien nens de menys de 18 anys, en un 65,9% hi vivien parelles casades, en un 11,1% dones solteres, i en un 19,8% no eren unitats familiars. En el 16,5% dels habitatges hi vivien persones soles el 4,7% de les quals corresponia a persones de 65 anys o més que vivien soles. El nombre mitjà de persones vivint en cada habitatge era de 2,78 i el nombre mitjà de persones que vivien en cada família era de 3,13.
Per edats la població es repartia de la següent manera: un 32% tenia menys de 18 anys, un 6,5% entre 18 i 24, un 31,7% entre 25 i 44, un 22,6% de 45 a 60 i un 7,2% 65 anys o més.
L'edat mediana era de 35 anys. Per cada 100 dones de 18 o més anys hi havia 90,6 homes.
La renda mediana per habitatge era de 60.350 $ i la renda mediana per família de 64.257 $. Els homes tenien una renda mediana de 45.543 $ mentre que les dones 31.883 $. La renda per capita de la població era de 23.167 $. Aproximadament el 2,8% de les famílies i el 4,7% de la població estaven per davall del llindar de pobresa.

## Poblacions properes
El següent diagrama mostra les poblacions més properes.